# Supercopa Argentina de Futebol de 2018
A Supercopa da Argentina de 2018 será a 7ª edição da Supercopa Argentina, disputada em partida única entre o Boca Juniors, campeão da Superliga de 2017–18, e o Rosário Central, vencedor da Copa Argentina de 2018, na quinta-feira, 2 de maio de 2019, no estádio Malvinas Argentinas em Mendoza.

## Participantes
| Equipe          | Classificação                                                              | Aparições anteriores |
| --------------- | -------------------------------------------------------------------------- | -------------------- |
| Boca Juniors    | Campeão da primeira divisão do Campeonato Argentino de 2017–18 (Superliga) | 3 (2012, 2015, 2017) |
| Rosário Central | Campeão da Copa Argentina de 2017–18                                       | nenhuma              |

## Partida
| 2 de maio de 2019 | Boca Juniors | –            | Rosário Central | a definir |
|                   |              | [ Relatório] |                 |           |

| Boca Juniors | Rosário Central |

|            |  |  |  |
|            |  |  |  |
|            |  |  |  |
|            |  |  |  |
|            |  |  |  |
|            |  |  |  |
|            |  |  |  |
|            |  |  |  |
|            |  |  |  |
|            |  |  |  |
|            |  |  |  |
| Reservas:  |  |  |  |
|            |  |  |  |
|            |  |  |  |
|            |  |  |  |
|            |  |  |  |
|            |  |  |  |
|            |  |  |  |
|            |  |  |  |
| Treinador: |  |  |  |
|            |  |  |  |

|            |  |  |  |
|            |  |  |  |
|            |  |  |  |
|            |  |  |  |
|            |  |  |  |
|            |  |  |  |
|            |  |  |  |
|            |  |  |  |
|            |  |  |  |
|            |  |  |  |
|            |  |  |  |
| Reservas:  |  |  |  |
|            |  |  |  |
|            |  |  |  |
|            |  |  |  |
|            |  |  |  |
|            |  |  |  |
|            |  |  |  |
|            |  |  |  |
| Treinador: |  |  |  |
|            |  |  |  |

## Premiação
| Supercopa Argentina de Futebol de 2018 |
| Buenos Aires                           |
| -------------------------------------- |
| BOCA JUNIORS Campeão (1.º título)      |